# World Games 2017/Teilnehmer (Israel)
| Gelbes Symbol für Goldmedaillen mit stilisierten Olympischen Ringen | Graues Symbol für Silbermedaillen mit stilisierten Olympischen Ringen | Braundes Symbol für Bronzemedaillen mit stilisierten Olympischen Ringen |
| ------------------------------------------------------------------- | --------------------------------------------------------------------- | ----------------------------------------------------------------------- |
| —                                                                   | 1                                                                     | 6                                                                       |

Israel nahm in Breslau an den World Games 2017 teil. Die israelische Delegation bestand aus 18 Athleten.

## Medaillengewinner

### Silber
| Name         | Sportart                   | Wettkampf |
| ------------ | -------------------------- | --------- |
| Linoy Ashram | Rhythmische Sportgymnastik | Kegel     |

### Bronze
| Name                                                  | Sportart                   | Wettkampf           |
| ----------------------------------------------------- | -------------------------- | ------------------- |
| Lidar Dana Yannay Kalfa Efraim Sach Daniel Uralevitch | Akrobatik                  | Gruppe              |
| Evyatar Paperni                                       | Jiu Jitsu                  | 69 kg Ne-Waza       |
| Nili Block                                            | Muay Thai                  | 60 kg               |
| Itai Gershon                                          | Kickboxen                  | K1 71 kg            |
| Linoy Ashram                                          | Rhythmische Sportgymnastik | Reifen              |
| Guy Firer                                             | Wasserski                  | Wakeboard Freestyle |

## Teilnehmer nach Sportarten

### Akrobatik
| Athleten                                              | Wettbewerb | Qualifikation | Qualifikation | Finale        | Finale        | Rang          |
| Athleten                                              | Wettbewerb | Punkte        | Rang          | Punkte        | Rang          | Rang          |
| ----------------------------------------------------- | ---------- | ------------- | ------------- | ------------- | ------------- | ------------- |
| Männer                                                |            |               |               |               |               |               |
| Lidar Dana Yannay Kalfa Efraim Sach Daniel Uralevitch | Gruppe     | 58.140        | 2             | 28.050        | 3             | Bronze        |
| Timur Berg Eyal Palgi Sadik                           | Paar       | 54.175        | 6             | ausgeschieden | ausgeschieden | ausgeschieden |

### Jiu Jitsu
| Athleten        | Wettbewerb    | Vorrunde              | Vorrunde | Vorrunde            | Vorrunde | Achtelfinale  | Achtelfinale  | Viertelfinale | Viertelfinale | Halbfinale                    | Halbfinale    | Finale / Platz 3             | Finale / Platz 3 | Rang          |
| Athleten        | Wettbewerb    | Gegner                | Ergebnis | Gegner              | Ergebnis | Gegner        | Ergebnis      | Gegner        | Ergebnis      | Gegner                        | Ergebnis      | Gegner                       | Ergebnis         | Rang          |
| --------------- | ------------- | --------------------- | -------- | ------------------- | -------- | ------------- | ------------- | ------------- | ------------- | ----------------------------- | ------------- | ---------------------------- | ---------------- | ------------- |
| Männer          |               |                       |          |                     |          |               |               |               |               |                               |               |                              |                  |               |
| Ron Cohen       | 62 kg Ne-Waza | Jairo Viviescas Ortiz | 0:0      | Mihai Handrea       | 4:2      | –             | –             | –             | –             | Jedrzej Loska                 | 4:100         | Platz 3: Joao Carlos Kuraoka | 2:5              | 4             |
| Evyatar Paperni | 69 kg Ne-Waza | –                     | –        | –                   | –        | –             | –             | Talib Alkirbi | 4:4           | Repechage: Zainutdin Zainukov | 4:0           | Platz 3: Talib Alkirbi       | 0:0              | Bronze        |
| David Ben Zaken | 85 kg Ne-Waza | Dan Schon Weinberg    | 0:0      | Daniel de Maddalena | 0:100    | ausgeschieden | ausgeschieden | ausgeschieden | ausgeschieden | ausgeschieden                 | ausgeschieden | ausgeschieden                | ausgeschieden    | ausgeschieden |
| Evyatar Paperni | Open Ne-Waza  | –                     | –        | –                   | –        | Maciej Kozak  | 2:5           | ausgeschieden | ausgeschieden | ausgeschieden                 | ausgeschieden | ausgeschieden                | ausgeschieden    | ausgeschieden |

### Kickboxen
| Athleten     | Wettbewerb | Viertelfinale | Viertelfinale | Halbfinale    | Halbfinale | Finale / Platz 3 | Finale / Platz 3 | Rang   |
| Athleten     | Wettbewerb | Gegner        | Ergebnis      | Gegner        | Ergebnis   | Gegner           | Ergebnis         | Rang   |
| ------------ | ---------- | ------------- | ------------- | ------------- | ---------- | ---------------- | ---------------- | ------ |
| Männer       |            |               |               |               |            |                  |                  |        |
| Itai Gershon | K1 71 kg   | Marcin Kret   | 3:0           | Vitali Dubina | 1:2        | Bruno Gazani     | 3:0              | Bronze |

### Muay Thai
| Athleten   | Wettbewerb | Viertelfinale | Viertelfinale | Halbfinale         | Halbfinale | Platz 3             | Platz 3  | Rang   |
| Athleten   | Wettbewerb | Gegner        | Ergebnis      | Gegner             | Ergebnis   | Gegner              | Ergebnis | Rang   |
| ---------- | ---------- | ------------- | ------------- | ------------------ | ---------- | ------------------- | -------- | ------ |
| Frauen     |            |               |               |                    |            |                     |          |        |
| Nili Block | 51 kg      | Marta Gusztab | 0:0 RSC-B     | Svetlana Vinnikova | 28:29      | Antje van der Molen | 30:27    | Bronze |

RSC-B = Referee Stopping Contest - Hit to Body

### Rhythmische Sportgymnastik
| Athleten            | Wettbewerb | Qualifikation    | Qualifikation    | Finale           | Finale           | Rang             |
| Athleten            | Wettbewerb | Punkte           | Rang             | Punkte           | Rang             | Rang             |
| ------------------- | ---------- | ---------------- | ---------------- | ---------------- | ---------------- | ---------------- |
| Frauen              |            |                  |                  |                  |                  |                  |
| Victoria Filanovsky | Ball       | nicht angetreten | nicht angetreten | nicht angetreten | nicht angetreten | nicht angetreten |
| Linoy Ashram        | Ball       | 16.700           | 6                | 15.100           | 8                | 8                |
| Victoria Filanovsky | Kegel      | nicht angetreten | nicht angetreten | nicht angetreten | nicht angetreten | nicht angetreten |
| Linoy Ashram        | Kegel      | 16.750           | 3                | 16.300           | 2                | Silber           |
| Victoria Filanovsky | Reifen     | nicht angetreten | nicht angetreten | nicht angetreten | nicht angetreten | nicht angetreten |
| Linoy Ashram        | Reifen     | 17.050           | 3                | 17.700           | 3                | Bronze           |
| Victoria Filanovsky | Schleife   | nicht angetreten | nicht angetreten | nicht angetreten | nicht angetreten | nicht angetreten |
| Linoy Ashram        | Schleife   | 16.450           | 2                | 15.400           | 6                | 6                |

### Tanzen

#### Latein Tänze
| Athleten                           | 1. Runde | 1. Runde    | 1. Runde | 1. Runde   | 1. Runde | Halbfinale | Halbfinale  | Halbfinale | Halbfinale | Halbfinale | Finale        | Finale        | Finale        | Finale        | Finale        | Rang |
| Athleten                           | Samba    | Cha Cha Cha | Rumba    | Paso Doble | Jive     | Samba      | Cha Cha Cha | Rumba      | Paso Doble | Jive       | Samba         | Cha Cha Cha   | Rumba         | Paso Doble    | Jive          | Rang |
| ---------------------------------- | -------- | ----------- | -------- | ---------- | -------- | ---------- | ----------- | ---------- | ---------- | ---------- | ------------- | ------------- | ------------- | ------------- | ------------- | ---- |
| Paar                               |          |             |          |            |          |            |             |            |            |            |               |               |               |               |               |      |
| Yevgenya Libman Jevgenijs Suvorovs | 6        | 10          | 11       | 11         | 10       | 6          | 10          | 10         | 10         | 10         | ausgeschieden | ausgeschieden | ausgeschieden | ausgeschieden | ausgeschieden | 11   |

#### Standard Tänze
| Athleten                       | 1. Runde | 1. Runde | 1. Runde      | 1. Runde     | 1. Runde  | Redance | Redance | Redance       | Redance      | Redance   | Finale        | Finale        | Finale        | Finale        | Finale        | Rang |
| Athleten                       | Walzer   | Tango    | Wiener Walzer | Slow Foxtrot | Quickstep | Walzer  | Tango   | Wiener Walzer | Slow Foxtrot | Quickstep | Walzer        | Tango         | Wiener Walzer | Slow Foxtrot  | Quickstep     | Rang |
| ------------------------------ | -------- | -------- | ------------- | ------------ | --------- | ------- | ------- | ------------- | ------------ | --------- | ------------- | ------------- | ------------- | ------------- | ------------- | ---- |
| Paar                           |          |          |               |              |           |         |         |               |              |           |               |               |               |               |               |      |
| Natalia Driker Paris Francesco | 8        | 9        | 11            | 14           | 13        | 13      | 13      | 13            | 13           | 13        | ausgeschieden | ausgeschieden | ausgeschieden | ausgeschieden | ausgeschieden | 23   |

### Wasserski
| Athleten  | Wettbewerb          | Viertelfinale | Viertelfinale | Halbfinale | Halbfinale | Finale   | Finale | Rang   |
| Athleten  | Wettbewerb          | Ergebnis      | Rang          | Ergebnis   | Rang       | Ergebnis | Rang   | Rang   |
| --------- | ------------------- | ------------- | ------------- | ---------- | ---------- | -------- | ------ | ------ |
| Männer    |                     |               |               |            |            |          |        |        |
| Guy Firer | Wakeboard Freestyle | 45,00         | 7             | 71,67      | 3          | 70,89    | 3      | Bronze |